# بنه‌حاج‌غلام
بنه حاج غلام، روستایی است از توابع بخش شبانکاره در شهرستان دشتستان استان بوشهر ایران.

## جمعیت
این روستا در دهستان شبانکاره قرار داشته و براساس سرشماری سال ۱۳۸۵ جمعیت آن زیر سه خانوار بوده‌است.